# Epherema
Epherema is een geslacht van vlinders van de familie van de grasmotten (Crambidae), uit de onderfamilie van de Spilomelinae. De wetenschappelijke naam voor dit geslacht is voor het eerst gepubliceerd in 1892 door Pieter Snellen. 
Dit geslacht is monotypisch, dat wil zeggen dat het maar één soort heeft namelijk Epherema abyssalis Snellen, 1892 die in Indonesië voorkomt.